# Táray Ferenc
Táray Ferenc (eredeti neve: Bundialek Ferenc) (Tápiószele, 1884. december 24. – Budapest, 1961. április 3.) magyar színész, rendező, színházigazgató. Felesége Dullien Edit volt.

## Életpályája
1909-1911 között Győrben szerepelt. 1911-1912 között, 1919-1924 között, valamint 1927-ben Kolozsvárott játszott. 1912-től, majd 1927-1929 között Berlinben volt színész. 1914-1918 között katonai szolgálatot teljesített. 1924-1926 között a Belvárosi Színházban játszott. 1928-1929 között a Magyar Színház színésze volt. 1929-1933 között a Szegedi Nemzeti Színház szerződtette. 1931-1940 között illetve 1944-ben a Nemzeti Színház tagja volt. 1935-től a Szegedi Szabadtéri Játékok színész-rendezője is volt.  1941-1944 között a kolozsvári színház színésze, 1941-1942 között igazgatója volt. 1945-1948 között a Madách Színházban játszott. 1948-ban nyugdíjba vonult.

## Színházi szerepei
A Színházi Adattárban regisztrált bemutatóinak száma: 9.
- Madách Imre: Az ember tragédiája....Ádám; Lucifer; Péter apostol
- Berczeli Anselm Károly: Fekete Mária....Márton
- Herczeg Ferenc: Bizánc....Konstantin császár
- Shaw: Megtört szívek háza....Shotower kapitány
- O’Neill: Anne Christie....Christopherson
- Galsworthy: Úriemberek....Carrington lord
- William Shakespeare: Hamlet....Hamlet
- William Shakespeare: A vihar....Alonso
- Ibsen: Kísértetek....Manders
- Rostand: Cyrano de Bergerac....Cyrano
- Uszanov: Vera Mirceva....Zsegin Ilja
- Gorkij: Éjjeli menedékhely....Klics
- Rolland: A szerelem és halál játéka....Claude Vallée

## Színházi rendezései
A Színházi Adattárban regisztrált bemutatóinak száma: 1.
- Berczeli Anselm Károly: Fekete Mária (1937)
- Schweikart: Mindenki hazudik
- Ibsen: A tenger asszonya

## Filmográfia
- Éjféli találkozás (1915)
- A vén gazember (1932)
- Szerelmi álmok (1935)
- Európa nem válaszol (1941)
- Mezei próféta (1947)
- Déryné (1951)